# Arandilla del Arroyo
Arandilla del Arroyo è un comune spagnolo di 27 abitanti situato nella comunità autonoma di Castiglia-La Mancia.